# Instituto de Agrobiotecnología del Litoral
El Instituto de Agrobiotecnología del Litoral (IAL) es un centro argentino de investigación y desarrollo dedicado a la biotecnología vegetal. Su filiación es de doble dependencia entre la Universidad Nacional del Litoral y CONICET.

## Historia
El Instituto de Agrobiotecnología del Litoral fue creado en 2008 tras un convenio entre la UNL y CONICET. Fue dirigido desde sus comienzos por la Dra. Raquel Chan. En un principio funcionó en el edificio de la Facultad de Bioquímica y Ciencias Biológicas de la UNL.
En 2014 inauguraron su nuevo edificio dentro del predio de la UNL en el barrio El Pozo de Santa Fe.

## Objetivos
Sus objetivos fundamentales son el desarrollo de investigaciones y tecnologías en las distintas disciplinas científicas relacionadas con la Biotecnología aplicada a la producción agrícola, la transferencia de tecnología al sector productivo, la provisión de productos y servicios a la sociedad y la formación de recursos humanos de excelencia especializados en Biotecnología Vegetal.
El instituto realiza investigaciones específicamente en las siguientes áreas: Biotecnología Vegetal, Biología del ARN, Biología Molecular, Enzimología Molecular, Epigenética y ARNs no codificantes, Microbiología Molecular, Evolución del Desarrollo y Unidad de Mejoramiento Vegetal.